# La Salle (Minnesota)
La Salle es una ciudad ubicada en el condado de Watonwan en el estado estadounidense de Minnesota. En el Censo de 2010 tenía una población de 87 habitantes y una densidad poblacional de 369,13 personas por km².

## Geografía
La Salle se encuentra ubicada en las coordenadas 44°4′16″N 94°34′16″O / 44.07111, -94.57111. Según la Oficina del Censo de los Estados Unidos, La Salle tiene una superficie total de 0.24 km², de la cual 0.24 km² corresponden a tierra firme y (0%) 0 km² es agua.

## Demografía
Según el censo de 2010, había 87 personas residiendo en La Salle. La densidad de población era de 369,13 hab./km². De los 87 habitantes, La Salle estaba compuesto por el 93.1% blancos, el 1.15% eran afroamericanos, el 1.15% eran amerindios, el 0% eran asiáticos, el 0% eran isleños del Pacífico, el 1.15% eran de otras razas y el 3.45% pertenecían a dos o más razas. Del total de la población el 4.6% eran hispanos o latinos de cualquier raza.